# Zvishavane
Zvishavane – miasto w Zimbabwe, w prowincji Midlands. Według danych ze spisu ludności w 2012 roku liczyło 45 230 mieszkańców.